# Ambassadör för Göteborg
Göteborgsambassadörer utses av MiG (Marknadsföreningen i Göteborg) och Göteborg & Co.
Förtjänta personer utses "som tack för att den strålglans som Dina framstående insatser sprider också ger återsken på vår stad. Tack för att Du bidrar till en positiv marknadsföring av Göteborg i världen."
Det finns cirka 200 Ambassadörer för Göteborg (2006).
Bland göteborgsambassadörerna kan nämnas Ted Hesselbom, Viveka Lärn, Carin Mannheimer, Glenn Strömberg, Gert Wingårdh, Gun-Britt Lawurn, Sven Wollter och Catrin Nilsmark.